# West Little River
West Little River és una concentració de població designada pel cens dels Estats Units a l'estat de Florida. Segons el cens del 2000 tenia 32.498 habitants.

## Demografia
Segons el cens del 2000, West Little River tenia 32.498 habitants, 9.519 habitatges, i 7.386 famílies. La densitat de població era de 2.739,6 habitants/km².
Dels 9.519 habitatges en un 33,5% hi vivien nens de menys de 18 anys, en un 41,7% hi vivien parelles casades, en un 27,2% dones solteres, i en un 22,4% no eren unitats familiars. En el 17,5% dels habitatges hi vivien persones soles el 6,9% de les quals corresponia a persones de 65 anys o més que vivien soles. El nombre mitjà de persones vivint en cada habitatge era de 3,39 i el nombre mitjà de persones que vivien en cada família era de 3,75.
Per edats la població es repartia de la següent manera: un 28,3% tenia menys de 18 anys, un 10,2% entre 18 i 24, un 27,4% entre 25 i 44, un 22,6% de 45 a 60 i un 11,4% 65 anys o més.
L'edat mediana era de 34 anys. Per cada 100 dones de 18 o més anys hi havia 92,5 homes.
La renda mediana per habitatge era de 26.686 $ i la renda mediana per família de 29.013 $. Els homes tenien una renda mediana de 22.058 $ mentre que les dones 20.524 $. La renda per capita de la població era de 12.026 $. Entorn del 24,7% de les famílies i el 29% de la població estaven per davall del llindar de pobresa.

## Poblacions més properes
El següent diagrama mostra les poblacions més properes.